# Кучерлинское
Кучерлинское (от алт. Каджур-лы или Кудюрлу — с солонцами) — озеро в Алтайских горах. Расположено у подножия северного склона Катунского хребта в верховьях реки Кучерла. Ближайшие населённые пункты — Кучерла (посёлок) и Тюнгур (село). От посёлка Кучерла до Кучерлинского озера проходит конная тропа протяжённостью 34 км. Село Тюнгур и посёлок Кучерла соединяются автомобильной дорогой длиной 4 км.

## География
Кучерлинское озеро — один из крупнейших водоемов ледникового происхождения. Озеро находится на высоте 1790 метров над уровнем моря. Оно замкнуто с запада и востока вершинами до 3000 м, с юга — узкой долиной реки Кучерла, а с севера — моренными отложениями, подпруживающими озеро. С восточного и западного берегов глубины быстро возрастают, а дальше к середине идет постепенное понижение дна. Менее глубок северный залив озера у истоков Кучерлы. На правом склоне озера, на высоте 2300 м расположено одно из красивейших озёр — Голубое озеро, питающее своими водами Кучерлинское озеро.
На побережье озера средняя температура января −18 °C градусов, июля +11 °C, Возможны ночные заморозки в июле. Годовая сумма осадков — 550 мм.

## Флора и фауна
В растительном покрове преобладают лиственнично-кедровые и лиственничные леса с хорошим травяным покровом и ярусом кустарников. На северных склонах представленны зеленомошниковые типы леса, на верхней границе которого преобладает Сосна сибирская кедровая. Среди лугов характерно сочетание ёрников, крупнотравных и среднетравных субальпийских лугов.
В альпийском поясе дриадовые (Дриада острозубчатая) и ёрниковые тундры. На выровненных участках расположены осоковые и зеленомошниковые болота. 
Эндемичные виды следующие: лапчатка Крылова, шиповник остроиглистый, ревень алтайский, родиола морозная, родиола четырехчленная, родиола розовая и др. (более 15 видов). 
В лесах  из крупных млекопитающих обитают: марал, обыкновенная рысь, соболь. По остепненным склонам встречаются колонии сурков. Субальпийские и альпийские луга нередко посещают сибирские горные козлы - объекты охоты заходящих сюда снежных барсов (ирбисов). Ирбис - особо охраняемый объект, внесенный в Красные книги МСОП и Республики Алтай. 
Из птиц по берегам озера обычны виды лесных сообществ: кедровка, ворон, чечетка, пеночка-теньковка, сероголовая гаичка, пищуха, клест-еловик, серый снегирь и др. По берегу, вдоль уреза воды и на поверхности озера, встречаются представители отряда: гусеобразных, веслоногих, ржанкообразных.
Пресмыкающих представляют живородящая ящерица и обыкновенная гадюка придерживающиеся открытых хорошо прогреваемых мест. В озере и в реке Кучерла обитают хариусы, кормом для которого в основном служат разнообразные рачки. В 1997 году в озеро запущена радужная форель.
Бирюзовый цвет воды, крутые скалистые утёсы, покрытые лесом склоны — всё это в сочетании с шумом падающей с уступов воды придает озеру неповторимую красоту и привлекает туристов со всего мира.